# Juan Manuel de Alfaro Guevara y Mendoza
Juan Manuel de Alfaro Guevara y Mendoza, (Tobarra, 8 de diciembre de 1653-Balazote, 9 de abril de 1739) fue un noble, I conde de Balazote.

## Biografía
Juan Manuel de Alfaro Guevara y Mendoza fue el hijo mayor de Juan de Alfaro y Mendoza y de Juana de Guevara y Ponce de León. El padre era señor de Balazote y desempeñó el cargo de alcalde ordinario de Tobarra en 1651. Sus padres, que habían contraído matrimonio en Tobarra el 13 de agosto de 1651, instituyeron un mayorazgo en la villa de Balazote.
El señorío había sido comprado por don Pedro Ladrón de Guevara Ponce de León, regidor perpetuo de la villa de Tobarra en 1640, siendo ya un señorío jurisdiccional desgajado del corregimiento de Alcaraz. Más tarde, el matrimonio Alfaro-Guevara consigue convertir el citado señorío de Balazote en Condado de Balazote, mediante título otorgado por el rey Carlos II con fecha de 30 de marzo de 1693. Su primer titular fue Juan Manuel de Alfaro Guevara y Medoza.
Uno de los derechos incluido en el mayorazgo entraba el derecho de enterramiento en el Convento de San José de Tobarra, a los pies de la capilla que albergaría en el siglo XVIII una Dolorosa, obra de Francisco Salzillo. Este primer conde, para diferenciarse de otras élites locales, decide ejercer el patronazgo sobre el convento franciscano.
El I conde de Balazote casó con Francisca Leonor Rodríguez Escobar y Amores, natural de Liétor (Albacete) y emparentada con el marquesado de Espinardo. Fueron padres de Juan Manuel de Alfaro Rodríguez y Guevara, II conde de Balazote, y de Pedro Juan de Alfaro, este último consejero del Consejo Real de Castilla y consejero de la Cámara de Castilla.

## Descendencia
Juan Manuel de Alfaro Rodríguez y Guevara, II conde de Balazote, nació en Madrid y falleció en Tobarra el 10 de julio de 1743. Casó con Ignacia Teresa de Haro Posada Lodeña, la cual falleció en Tobarra de sobreparto el 20 de julio de 1739. Fueron padres de Ana María Teresa Alfaro de Mendoza, nacida en Tobarra el 17 de junio de 1734.
Ana María Teresa Alfaro de Mendoza y Lodeña, III conde de Balazote, casó en 1743 con su primo Sebastián María de Alfaro Ladrón de Guevara y Ocaña (1733-1795). Este al enviudar pasó a ser conde de Balazote hasta su muerte, sin descendencia. 